# Fletch
Fletch is een Amerikaanse komische film uit 1985, geregisseerd door  Michael Ritchie. Chevy Chase speelt de hoofdrol van Irwin Fletcher, een onderzoeksjournalist die allerlei vermommingen aanneemt en typetjes speelt bij zijn onderzoeken. Het verhaal is gebaseerd op het gelijknamige boek van Gregory Mcdonald.
In 1989 kreeg de film een sequel, Fletch Lives.

## Rolverdeling
| Acteur                 | Personage           |
| ---------------------- | ------------------- |
| Chevy Chase            | Irwin M. Fletcher   |
| Joe Don Baker          | Chief Jerry Karlin  |
| Dana Wheeler-Nicholson | Gail Stanwyk        |
| Tim Matheson           | Alan Stanwyck       |
| Geena Davis            | Larry               |
| M. Emmet Walsh         | Dr. Joseph Dolan    |
| George Wendt           | Fat Sam             |
| Kareem Abdul-Jabbar    | Kareem Abdul-Jabbar |
| George Wyner           | Marvin Gillet       |
| Dana Wheeler-Nicholson | Gail Stanwyk        |
| Tony Longo             | Detective #1        |
| James Avery            | Detective #2        |
| Richard Libertini      | Frank Walker        |
| Larry Flash Jenkins    | Gummy               |
| Kenneth Mars           | Stanton Boyd        |